# Tschechischer Fußballpokal 1994/95
Der Tschechische Fußballpokal 1994/95 (tschechisch: Pohár ČMFS 1994/95) war die zweite Austragung des Fußballpokalwettbewerbs der Männer des Fußballverbandes der Tschechischen Republik. Im Endspiel setzte sich der SKP Fomei Hradec Králové nach Elfmeterschießen gegen Titelverteidiger FK Viktoria Žižkov durch. Der Sieger nahm am Europapokal der Pokalsieger teil.

## Modus und Termine
Der Wettbewerb begann am 26. Juli 1994 mit der Vorrunde. An ihr nahmen 28 Teams teil. Zu den 14 Gewinnern stießen in der ersten Runde weitere 82 Teams. In der zweiten Runde kamen 16 Erstligisten hinzu. In allen Runden wurde der Sieger einer Begegnung in nur jeweils einem Spiel ermittelt, es gab also kein Hin- und Rückspiel. Stand es nach 90 Minuten unentschieden, folgte sofort ein Elfmeterschießen. Diese Regelung galt nicht für das Endspiel. Das Finale fand am 14. Juni 1995 statt.
| Runde         | Datum              | Spiele | Vereine   | Neueinstiege |
| ------------- | ------------------ | ------ | --------- | ------------ |
| Vorrunde      | 26. Juli 1994      | 14     | 126 → 112 | 28           |
| 1. Runde      | 31. Juli 1994      | 48     | 112 → 64  | 82           |
| 2. Runde      | 3. August 1994     | 32     | 64 → 32   | 16           |
| 3. Runde      | 21. September 1994 | 16     | 32 → 16   | –            |
| Achtelfinale  | 5. Oktober 1994    | 08     | 16 → 8    | –            |
| Viertelfinale | 19. April 1995     | 04     | 8 → 4     | –            |
| Halbfinale    | 17. Mai 1995       | 02     | 4 → 2     | –            |
| Finale        | 14. Juni 1995      | 01     | 2 → 1     | –            |
| Gesamt        |                    | 1250   |           | 1260         |

## Vorrunde

### Teilnehmende Mannschaften
Ein Drittligist, 13 Viertligisten, 12 Fünftligisten und zwei Sechstligisten
| Vorrundenteilnehmer | | | |
| FK Karviná ČSA Darkov (III) FK Agria Choceň (IV) TJ Tatran Chodov (IV) AFK Chrudim (IV) TJ Nový Jičín (IV) TJ Spartak Kolín (IV) FC Boček Kuřim (IV) | TJ Sigma Lutín (IV) TJ Dolní Němčí (IV) FK Slavia Orlová-Lutyně (IV) TJ Tatran Prachatice (IV) FK Pelhřimov (IV) SK Smíchov (IV) FC Veselí nad Moravou (IV) | TJ Důl 9. květen Albrechtice (V) FK Lokomotiva Bílina (V) TJ Květ Červené Pečky (V) TJ Slovan Jirkov (V) SK Holice (V) FC Kralice na Hané (V) SK KRAB-Haus Košíře (V) | TJ Netolice (V) TJ Rudná (V) SK Šlapanice (V) SK Toužim (V) TJ Zbrojovka Vsetín (V) VTJ Škoda České Budějovice (VI) SK Jalubí (VI) |
| IV = Divize • V = Krajský přebor • VI = I. A třída                                                                                                   | | | |

### Begegnungen der Vorrunde
| Datum                 |                                  | Ergebnis        |                              |
| --------------------- | -------------------------------- | --------------- | ---------------------------- |
| 26.07.1994, 17:00 Uhr | FC Kralice na Hané (V)           | 2:0             | TJ Sigma Lutín (IV)          |
| 27.07.1994, 17:00 Uhr | TJ Důl 9. květen Albrechtice (V) | 1:0             | FK Slavia Orlová-Lutyně (IV) |
| 27.07.1994, 17:00 Uhr | SK Jalubí (VI)                   | 2:0             | FC Veselí nad Moravou (IV)   |
| 27.07.1994, 17:00 Uhr | TJ Šlapanice (V)                 | 2:1             | FC Boček Kuřim (IV)          |
| 27.07.1994, 17:00 Uhr | TJ Zbrojovka Vsetín (V)          | 2:6             | TJ Dolní Němčí (IV)          |
| 27.07.1994, 17:00 Uhr | SK Toužim (V)                    | 3:0             | TJ Netolice (V)              |
| 27.07.1994, 17:00 Uhr | VTJ Škoda České Budějovice (VI)  | 0:0 (3:2 i. E.) | TJ Tatran Prachatice (IV)    |
| 27.07.1994, 17:00 Uhr | AFK Chrudim (IV)                 | 1:1 (4:1 i. E.) | SK Holice (V)                |
| 27.07.1994, 17:00 Uhr | TJ Květ Červené Pečky (V)        | 1:2             | FK Agria Choceň (IV)         |
| 27.07.1994, 17:00 Uhr | FK Pelhřimov (IV)                | 2:1             | TJ Spartak Kolín (IV)        |
| 27.07.1994, 17:00 Uhr | FK Lokomotiva Bílina (V)         | 4:1             | SK Smíchow (IV)              |
| 27.07.1994, 17:00 Uhr | TJ Slovan Jirkov (V)             | 0:3             | TJ Tatran Chodov (IV)        |
| 27.07.1994, 17:00 Uhr | FK Karviná ČSA Darkov (III)      | 00:3 1          | FK Nový Jičín (IV)           |
| 27.08.1994, 17:00 Uhr | SK KRAB-Haus Košíře (V)          | 0:0 (0:3 i. E.) | TJ Rudná (V)                 |

## 1. Runde

### Teilnehmende Mannschaften
Die 14 Sieger der Vorrunde, 18 Zweitligisten, weitere 25 Drittligisten und weitere 39 Viertligisten. Insgesamt nahmen 96 Mannschaften teil.
| Fotbalová národní liga 18 Mannschaften der 2. Liga 1994/95 | Sieger der Vorrunde die 14 Sieger der Vorrunde | weitere Teilnehmer 64 Mannschaften | weitere Teilnehmer 64 Mannschaften | weitere Teilnehmer 64 Mannschaften |
| FK Chmel Blšany SK ALFA Brandýs nad Labem FC Coring Bohumín FK LeRK Brünn FK VP Frýdek-Místek FK Baník Havířov FC Karvina-Vitkovice 1. FC Terrex Kladno FC Kaučuk Opava SK Pardubice FC Portal Příbram SK Xaverov Prag FK Teplice SK Železárny Třinec FK Český ráj Turnov SK Slovácká Slavia Uherské Hradiště ČSK Uherský Brod GGS Arma Ústí nad Labem | FK Lokomotiva Bílina (IV) FK Agria Choceň (IV) TJ Tatran Chodov (IV) AFK Chrudim (IV) FK Nový Jičín (IV) TJ Dolní Němčí (IV) TJ Důl 9. květen Albrechtice (V) FC Kralice na Hané (V) FK Pelhřimov (IV) TJ Rudná (V) SK Šlapanice (V) SK Toužim (V) SK Jalubí (VI) VTJ Škoda České Budějovice (VI) | SK Český Brod (III) SK Chrudim 1887 (III) ASK VT DIOSS Chomutov (III) FK Pelikán Děčín (III) SK Slavia Karlovy Vary (III) FK Lokomotiva Kladno (III) EMĚ Mělník (III) FK Bohemians Mladá Boleslav (III) FK Baník Most SHD (III) SK Spolana Neratovice (III) FC Dukla Prag (III) FK Tábor (III) FC Agrox Vlašim (III) FC MSA Dolní Benešov (III) SK Sigma Hranice (III) FC Spartak PSJ Jihlava (III) SK Hanácká Slavia Kroměříž (III) FC SYNOT Staré Mesto (III) FC NH Ostrava (III) FC Tatran Poštorná (III) FK PS Přerov (III) SK KM Ratíškovice (III) | FC Alfa Slušovice (III) FK UNEX Uničov (III) VTJ Znojmo-Rapotice (III) TJ Slavoj Český Krumlov (IV) FC ZVVZ Milevsko (IV) SK Plzeň 1894 (IV) TJ Přeštice (IV) FK Svéradice (IV) SK Sokol Brozany (IV) FK Český lev Neštěmice (IV) 1. FC Brümmer Česká Lípa (IV) TJ KŽ Králův Dvůr (IV) FK Litoměřice (IV) FK Litvínov (IV) SK Aritma Prag (IV) SK Rakovník (IV) TJ Slovan Varnsdorf (IV) FK Slavoj Žatec (IV) SK Sparta Kutná Hora (IV) TJ Milíčeves (IV) SK SOMOS Náchod (IV) | FK Admira-Slavoj Prag (IV) FC Pard Pardubice (IV) TJ Kompresory Prosek (IV) SSK Motorlet Prag (IV) FK Trutnov (IV) VTJ Sigma Hodonín (IV) FC Ivacar Ivančice (IV) AFK VMK Kyjov (IV) FC TVD Slavičín (IV) TJ Svitavy (IV) FC Slavia EDU Třebíč (IV) TJ ŽĎAS Žďár nad Sázavou (IV) FK ARTEP Město Albrechtice (IV) Slavoj Kovkor Bruntál (IV) TJ Slezan Frýdek-Místek (IV) Dukla Sekopt Hranice (IV) SK VTJ Spartak Hulín (IV) ASK Tatra Kopřivnice (IV) SK Prostějov Fotbal (IV) TJ Valašské Meziříčí (IV) TJ Biocel Vratimov (IV) |
| Ligaebene in Klammern: III = ČFL bzw. MSFL • IV = Divize • V = Krajský přebor • VI = I. A třída | | | | |

### Begegnungen der 1. Runde
| Datum                |                                  | Ergebnis        |                                          |
| -------------------- | -------------------------------- | --------------- | ---------------------------------------- |
| 21.07.1994 17:00 Uhr | FK Litoměřice (IV)               | 0:3             | FK Teplice (II)                          |
| 26.07.1994 17:00 Uhr | ASK Tatra Kopřivnice (IV)        | 2:2 (5:4 i. E.) | FK PS Přerov (III)                       |
| 27.07.1994 17:00 Uhr | FC TVD Slavičín (IV)             | 1:1 (3:4 i. E.) | VTJ Znojmo-Rapotice (III)                |
| 28.07.1994 17:00 Uhr | TJ Kompresory Prosek (IV)        | 0:4             | FK Chmel Blšany (II)                     |
| 30.07.1994 17:00 Uhr | SK VTJ Spartak Hulín (IV)        | 0:2             | FC NH Ostrava (III)                      |
| 30.07.1994 17:00 Uhr | SK Hanácká Slavia Kroměříž (III) | 0:0 (3:4 i. E.) | FK VP Frýdek-Místek (II)                 |
| 30.07.1994 17:00 Uhr | SK KM Ratíškovice (III)          | 3:1             | ČSK Uherský Brod (II)                    |
| 30.07.1994 17:00 Uhr | FC Alfa Slušovice (III)          | 2:0             | FC Spartak PSJ Jihlava (III)             |
| 30.07.1994 17:00 Uhr | JK Tatran Chodov (IV)            | 1:3             | FK Český lev Neštěmice (IV)              |
| 30.07.1994 17:00 Uhr | SK Plzeň 1894 (IV)               | 0:1             | ASK VT DIOSS Chomutov (III)              |
| 31.07.1994 17:00 Uhr | TJ Biocel Vratimov (IV)          | 0:3             | FK Švarc Benešov (II)                    |
| 31.07.1994 17:00 Uhr | TJ Důl 9. květen Albrechtice (V) | 1:1 (5:6 i. E.) | Dukla Sekopt Hranice (IV)                |
| 31.07.1994 17:00 Uhr | SK Prostějov Fotbal (IV)         | 1:1 (5:4 i. E.) | SK Sigma Hranice (III)                   |
| 31.07.1994 17:00 Uhr | FC Kralice na Hané (V)           | 1:1 (8:7 i. E.) | FK UNEX Uničov (III)                     |
| 31.07.1994 17:00 Uhr | TJ Nový Jičín (IV)               | 1:1 (3:4 i. E.) | Slavoj Kovkor Bruntál (IV)               |
| 31.07.1994 17:00 Uhr | TJ Slezan Frýdek-Místek (IV)     | 2:2 (4:2 i. E.) | FC Coring Bohumín (II)                   |
| 31.07.1994 17:00 Uhr | TJ Valašské Meziříčí (IV)        | 1:4             | FK Baník Havířov (II)                    |
| 31.07.1994 17:00 Uhr | FK ARTEP Město Albrechtice (IV)  | 0:0 (4:3 i. E.) | SK Železárny Třinec (II)                 |
| 31.07.1994 17:00 Uhr | TJ ŽĎAS Žďár nad Sázavou (IV)    | 0:0 (7:8 i. E.) | FC SYNOT Staré Mesto (III)               |
| 31.07.1994 17:00 Uhr | AFK VMK Kyjov (IV)               | 0:0 (?:? i. E.) | SK Slovácká Slavia Uherské Hradiště (II) |
| 31.07.1994 17:00 Uhr | SK Jalubí (VI)                   | 1:1 (3:5 i. E.) | VTJ Sigma Hodonín (IV)                   |
| 31.07.1994 17:00 Uhr | SK Šlapanice (V)                 | 3:1             | FC Ivacar Ivančice (IV)                  |
| 31.07.1994 17:00 Uhr | TJ Dolní Němčí (IV)              | 2:5             | FC Tatran Poštorná (III)                 |
| 31.07.1994 17:00 Uhr | FC Slavia EDU Třebíč (IV)        | 00:10           | FK LeRK Brünn (II)                       |
| 31.07.1994 17:00 Uhr | TJ Svitavy (IV)                  | 0:3             | FC Kaučuk Opava (II)                     |
| 31.07.1994 17:00 Uhr | TJ Slovan Varnsdorf (IV)         | 0:2             | EMĚ Mělník (III)                         |
| 31.07.1994 17:00 Uhr | FK Lokomotiva Bílina (V)         | 1:6             | FK Pelikán Děčín (III)                   |
| 31.07.1994 17:00 Uhr | FK Litvínov (IV)                 | 1:2             | FK Baník Most SHD (III)                  |
| 31.07.1994 17:00 Uhr | TJ Rudná (V)                     | 0:1             | FK Bohemians Mladá Boleslav (III)        |
| 31.07.1994 17:00 Uhr | FK Slavoj Žatec (IV)             | 0:5             | GGS Arma Ústí nad Labem (II)             |
| 31.07.1994 17:00 Uhr | SK Sokol Brozany (IV)            | 1:0             | FK Český ráj Turnov (II)                 |
| 31.07.1994 17:00 Uhr | 1. FC Brümmer Česká Lípa (IV)    | 2:3             | FK Jablonec (II)                         |
| 31.07.1994 17:00 Uhr | TJ Přeštice (IV)                 | 1:2             | SK Slavia Karlovy Vary (III)             |
| 31.07.1994 17:00 Uhr | TJ KŽ Králův Dvůr (IV)           | 1:2             | FC Portal Příbram (II)                   |
| 31.07.1994 17:00 Uhr | SK Toužim (V)                    | 5:9             | SK Rakovník (IV)                         |
| 31.07.1994 17:00 Uhr | TJ Slavoj Český Krumlov (IV)     | 1:3             | Lokomotiva Kladno (III)                  |
| 31.07.1994 17:00 Uhr | VTJ Škoda České Budějovice (VI)  | 0:3             | FK Tábor (III)                           |
| 31.07.1994 17:00 Uhr | FK Svéradice (IV)                | 1:7             | 1. FC Terrex Kladno (II)                 |
| 31.07.1994 17:00 Uhr | FC ZVVZ Milevsko (IV)            | 0:2             | SK Xaverov Prag (II)                     |
| 31.07.1994 17:00 Uhr | SK Chrudim 1887 (III)            | 2:0             | FC Agrox Vlašim (III)                    |
| 31.07.1994 17:00 Uhr | AFK Chrudim (IV)                 | 3:1             | SK SOMOS Náchod (IV)                     |
| 31.07.1994 17:00 Uhr | FC Pard Pardubice (IV)           | 1:2             | SK Český Brod (III)                      |
| 31.07.1994 17:00 Uhr | FK Agria Choceň (IV)             | 2:1             | SSK Motorlet Prag (IV)                   |
| 31.07.1994 17:00 Uhr | FC Atos Food Trutnov (IV)        | 0:1             | SK Spolana Neratovice (III)              |
| 31.07.1994 17:00 Uhr | FK Pelhřimov (IV)                | 0:0 (3:4 i. E.) | FK Admira-Slavoj Prag (IV)               |
| 31.07.1994 17:00 Uhr | TJ Milíčeves (IV)                | 2:0             | SK ALFA Brandýs nad Labem (II)           |
| 31.07.1994 17:00 Uhr | SK Sparta Kutná Hora (IV)        | 0:2             | SK Pardubice (II)                        |
| 31.07.1994 17:00 Uhr | SK Aritma Prag (IV)              | 0:3             | FC MSA Dolní Benešov (III)               |

## 2. Runde

### Teilnehmende Mannschaften
| Tschechische Fußballmeisterschaft 1994/95 16 Erstligisten | Sieger der 1. Runde 48 Mannschaften | Sieger der 1. Runde 48 Mannschaften | Sieger der 1. Runde 48 Mannschaften |
| FC Bohemians Prag AC Sparta Prag SK Slavia Prag FC Boby Brünn Unistav FK Švarc Benešov SK Budweis JČE SKP Fomei Hradec Králové FK Jablonec Banik Ostrava Tango SKP Union Cheb FC Petra Drnovice Slovan WSK Liberec SK Sigma MŽ Olmütz FC Viktoria Pilsen FK Viktoria Žižkov FC Svit Zlín | FK Chmel Blšany (II) FK LeRK Brünn (II) FK VP Frýdek-Místek (II) FK Baník Havířov (II) FK Jablonec (II) 1. FC Terrex Kladno (II) FC Karvina-Vitkovice (II) FC Kaučuk Opava (II) FC Portal Příbram (II) SK Pardubice (II) SK Xaverov Prag (II) SK Slovácká Slavia Uherské Hradiště (II) GGS Arma Ústí nad Labem (II) FK Teplice (II) FC MSA Dolní Benešov (III) SK Český Brod (III) | ASK VT DIOSS Chomutov (III) SK Chrudim 1887 (III) FK Pelikán Děčín (III) SK Slavia Karlovy Vary (III) Lokomotiva Kladno (III) EMĚ Mělník (III) FK Bohemians Mladá Boleslav (III) FK Baník Most SHD (III) SK Spolana Neratovice (III) FC NH Ostrava (III) FC Tatran Poštorná (III) SK KM Ratíškovice (III) FC Alfa Slušovice (III) FC SYNOT Staré Mesto (III) FK Tábor (III) VTJ Znojmo-Rapotice (III) | FK ARTEP Město Albrechtice (IV) SK Sokol Brozany (IV) Slavoj Kovkor Bruntál (IV) AFK Chrudim (IV) TJ Slezan Frýdek-Místek (IV) VTJ Sigma Hodonín (IV) Dukla Sekopt Hranice (IV) ASK Tatra Kopřivnice (IV) TJ Milíčeves (IV) FK Český lev Neštěmice (IV) SK Prostějov Fotbal (IV) SSK Motorlet Prag (IV) FK Admira-Slavoj Prag (IV) SK Rakovník (IV) SK Šlapanice (V) FC Kralice na Hané (V) |
| Ligaebene in Klammern: II = FNL • III = ČFL bzw. MSFL • IV = Divize • V = Krajský přebor | | | |

### Begegnungen der 2. Runde
| Datum                |                                          | Ergebnis        |                              |
| -------------------- | ---------------------------------------- | --------------- | ---------------------------- |
| 02.08.1994 17:00 Uhr | FK Admira-Slavoj Prag (IV)               | 1:4             | AC Sparta Prag (I)           |
| 02.08.1994 17:00 Uhr | FK Pelikán Děčín (III)                   | 0:2             | SK Slavia Prag (I)           |
| 02.08.1994 17:00 Uhr | SK KM Ratíškovice (III)                  | 1:5             | FC Petra Drnovice (I)        |
| 03.08.1994 17:00 Uhr | SK Sokol Brozany (IV)                    | 2:1             | EMĚ Mělník (III)             |
| 03.08.1994 17:00 Uhr | VTJ Znojmo-Rapotice (III)                | 1:1 (4:3 i. E.) | FC SYNOT Staré Město (III)   |
| 03.08.1994 17:00 Uhr | SK Slovácká Slavia Uherské Hradiště (II) | 3:3 (2:4 i. E.) | SKP Fomei Hradec Králové (I) |
| 03.08.1994 17:00 Uhr | VTJ Sigma Hodonín (IV)                   | 0:1             | FK LeRK Brünn (II)           |
| 03.08.1994 17:00 Uhr | SK Šlapanice (V)                         | 1:4             | FC Kaučuk Opava (II)         |
| 03.08.1994 17:00 Uhr | FC Alfa Slušovice (III)                  | 3:3 (3:5 i. E.) | FC Svit Zlín (I)             |
| 03.08.1994 17:00 Uhr | TJ Slezan Frýdek-Místek (IV)             | 0:1             | FC Tatran Poštorná (III)     |
| 03.08.1994 17:00 Uhr | FC NH Ostrava (III)                      | 2:3             | FC Boby Brünn (I)            |
| 03.08.1994 17:00 Uhr | FC MSA Dolní Benešov (III)               | 0:1             | FK VP Frýdek-Místek (II)     |
| 03.08.1994 17:00 Uhr | Dukla Sekopt Hranice (IV)                | 0:2             | SK Sigma MŽ Olmütz (I)       |
| 03.08.1994 17:00 Uhr | SK Prostějov Fotbal (IV)                 | 1:4             | FK Baník Havířov (II)        |
| 03.08.1994 17:00 Uhr | FC Kralice na Hané (V)                   | 1:3             | FC Karvina-Vitkovice (II)    |
| 03.08.1994 17:00 Uhr | FK ARTEP Město Albrechtice (IV)          | 2:0             | ASK Tatra Kopřivnice (IV)    |
| 03.08.1994 17:00 Uhr | Slavoj Kovkor Bruntál (IV)               | 0:6             | Banik Ostrava Tango (I)      |
| 03.08.1994 17:00 Uhr | FK Baník Most SHD (III)                  | 0:1             | FK Teplice (II)              |
| 03.08.1994 17:00 Uhr | FK Bohemians Mladá Boleslav (III)        | 0:2             | SKP Union Cheb (I)           |
| 03.08.1994 17:00 Uhr | GGS Arma Ústí nad Labem (II)             | 3:1             | FK Jablonec (I)              |
| 03.08.1994 17:00 Uhr | FK Český lev Neštěmice (IV)              | 00:10           | FC Viktoria Pilsen (I)       |
| 03.08.1994 17:00 Uhr | SK Slavia Karlovy Vary (III)             | 3:3 (2:4 i. E.) | FK Chmel Blšany (II)         |
| 03.08.1994 17:00 Uhr | ASK VT DIOSS Chomutov (III)              | 0:5             | Slovan WSK Liberec (I)       |
| 03.08.1994 17:00 Uhr | FK Lokomotiva Kladno (III)               | 0:1             | FC Portal Příbram (II)       |
| 03.08.1994 17:00 Uhr | SK Rakovník (IV)                         | 0:2             | SK Budweis JČE (I)           |
| 03.08.1994 17:00 Uhr | 1. FC Terrex Kladno (II)                 | 5:1             | SK Xaverov Prag (II)         |
| 03.08.1994 17:00 Uhr | FK Tábor (III)                           | 0:4             | FC Bohemians Prag (I)        |
| 03.08.1994 17:00 Uhr | TJ Milíčeves (IV)                        | 3:3 (4:5 i. E.) | SK Chrudim 1887 (III)        |
| 03.08.1994 17:00 Uhr | AFK Chrudim (IV)                         | 0:6             | FK Viktoria Žižkov (I)       |
| 03.08.1994 17:00 Uhr | SK Český Brod (III)                      | 3:1             | SK Pardubice (II)            |
| 03.08.1994 17:00 Uhr | FK Agria Choceň (IV)                     | 0:3             | FC Dukla Prag (III)          |
| 03.08.1994 17:00 Uhr | SK Spolana Neratovice (III)              | 2:2 (3:4 i. E.) | FK Švarc Benešov (I)         |

## 3. Runde
Teilnehmer: Die 32 Sieger der 2. Runde
| Datum                |                                 | Ergebnis        |                              |
| -------------------- | ------------------------------- | --------------- | ---------------------------- |
| 21.09.1994 17:00 Uhr | VTJ Znojmo-Rapotice (III)       | 0:1             | SKP Fomei Hradec Králové (I) |
| 21.09.1994 17:00 Uhr | FC Kaučuk Opava (II)            | 0:0 (2:4 i. E.) | FC Svit Zlín (I)             |
| 21.09.1994 17:00 Uhr | FC Tatran Poštorná (III)        | 2:1             | FC Boby Brünn Unistav (I)    |
| 21.09.1994 17:00 Uhr | FK VP Frýdek-Místek (II)        | 0:7             | SK Sigma MŽ Olmütz (I)       |
| 21.09.1994 17:00 Uhr | FC Karviná-Vítkovice (II)       | 1:0             | FK Baník Havířov (II)        |
| 21.09.1994 17:00 Uhr | FK ARTEP Město Albrechtice (IV) | 0:3             | Banik Ostrava Tango (I)      |
| 21.09.1994 17:00 Uhr | FK Teplice (II)                 | 0:2             | SKP Union Cheb (I)           |
| 21.09.1994 17:00 Uhr | GGS Arma Ústí nad Labem (II)    | 0:1             | FC Viktoria Pilsen (I)       |
| 21.09.1994 17:00 Uhr | FC Portal Příbram (II)          | 4:2             | SK Budweis JČE (I)           |
| 21.09.1994 17:00 Uhr | 1. FC Terrex Kladno (II)        | 0:0 (3:4 i. E.) | FC Bohemians Prag (I)        |
| 21.09.1994 17:00 Uhr | FC Dukla Prag (III)             | 5:0             | SK Český Brod (III)          |
| 05.10.1994 17:00 Uhr | SK Sokol Brozany (IV)           | 0:1             | SK Slavia Prag (I)           |
| 05.10.1994 17:00 Uhr | FK LeRK Brünn (II)              | 0:2             | FC Petra Drnovice (I)        |
| 05.10.1994 17:00 Uhr | FK Chmel Blšany (II)            | 1:0             | Slovan WSK Liberec (I)       |
| 05.10.1994 17:00 Uhr | AC Sparta Prag (I)              | 3:1             | FK Švarc Benešov (I)         |
| 06.10.1994 17:00 Uhr | SK Chrudim 1887 (III)           | 0:1             | FK Viktoria Žižkov (I)       |

## Achtelfinale
| Datum                |                              | Ergebnis        |                         |
| -------------------- | ---------------------------- | --------------- | ----------------------- |
| 05.10.1994 15:00 Uhr | FC Tatran Poštorná (III)     | 2:2 (3:1 i. E.) | SK Sigma MŽ Olmütz (I)  |
| 05.10.1994 15:00 Uhr | FC Viktoria Pilsen (I)       | 0:0 (5:3 i. E.) | SKP Union Cheb (I)      |
| 19.10.1994 14:30 Uhr | FC Svit Zlín (I)             | 0:1             | FC Petra Drnovice (I)   |
| 19.10.1994 14:30 Uhr | FC Portal Příbram (II)       | 3:0             | FK Chmel Blšany (II)    |
| 19.10.1994 14:30 Uhr | FC Dukla Prag (I)            | 0:1             | AC Sparta Prag (I)      |
| 26.10.1994 14:15 Uhr | SKP Fomei Hradec Králové (I) | 1:0             | SK Slavia Prag (I)      |
| 26.10.1994 14:15 Uhr | FC Karviná-Vítkovice (II)    | 1:5             | Banik Ostrava Tango (I) |
| 02.11.1994 14:15 Uhr | FK Viktoria Žižkov (I)       | 4:0             | FC Bohemians Prag (I)   |

## Viertelfinale
| Datum                |                         | Ergebnis        |                              |
| -------------------- | ----------------------- | --------------- | ---------------------------- |
| 19.04.1995 16:30 Uhr | FC Petra Drnovice (I)   | 3:2             | FK Viktoria Žižkov (I)       |
| 19.04.1995 16:30 Uhr | FC Portal Příbram (II)  | 1:1 (4:3 i. E.) | AC Sparta Prag (I)           |
| 19.04.1995 16:30 Uhr | FK Viktoria Žižkov (I)  | 5:0             | FC Tatran Poštorná (III)     |
| 19.04.1995 16:30 Uhr | Banik Ostrava Tango (I) | 0:2             | SKP Fomei Hradec Králové (I) |

## Halbfinale
| Datum                |                        | Ergebnis        |                              |
| -------------------- | ---------------------- | --------------- | ---------------------------- |
| 17.05.1995 16:30 Uhr | FC Petra Drnovice (I)  | 1:1 (3:4 i. E.) | SKP Fomei Hradec Králové (I) |
| 17.05.1995 16:30 Uhr | FK Viktoria Žižkov (I) | 3:0             | FC Portal Příbram (II)       |

## Finale
| Paarung                  | FK Viktoria Žižkov – SKP Fomei Hradec Králové |
| Ergebnis                 | 0:0 n. V., 1:3 i. E. |
| Datum                    | 14. Juni 1995 um 16:30 Uhr |
| Stadion                  | Stadion Evžena Rošického, Prag |
| Zuschauer                | 4.500 |
| Schiedsrichter           | Václav Krondl |
| Tore                     | Elfmeterschießen: ? (gehalten) 0:1 ? ? (gehalten) 1:1 ? 1:2 ? ? (Pfosten) 1:3 ? |
| FK Viktoria Žižkov       | Martin Pařízek – Miroslav Kordule, Tibor Notin, Petr Gabriel – Michal Petrouš, Karel Poborský (65. Jozef Majoroš, 116. Jozef Kožlej), Michal Bílek, Petr Holota, Antonín Mlejnský – Marek Trval, Tibor Jančula Cheftrainer: František Kopač        |
| SKP Fomei Hradec Králové | Stanislav Vahala (117. Tomáš Poštulka) – Jaroslav Vrábel, Tomáš Urban, Karel Urbánek (83. Milan Ptáček) – Ivo Ulich, Aleš Hynek, Pavel Černý, Richard Jukl , Michal Šmarda – Marek Kincl, Daniel Mašek (90. Daniel Kaplan) Cheftrainer: Petr Pálka |